# آغورا (فلم)
آغورا (بالإسبانية: Ágora) فيلم دراما تاريخية من إنتاج العام 2009، ومن إخراج المخرج التشيلي الإسباني أليخاندرو آمينابار والذي شارك في كتابته إضافة إلى ميتيو جيل. الفيلم من بطولة راشيل وايز وماكس مينغيلا. تم عرضه خارج المسابقة الرسمية لدورة 2009 لمهرجان كان السينمائي، كما عرض في صالات السينما في 18 ديسمبر 2009.
الفيلم جرى تصوير مشاهد منه في مدينا، مالطا حيث شيدت ديكورات تمثل مدينة الإسكندرية القديمة بفنارها ومكتبتها. وهو من إنتاج فرناندو بوفايرا ومن توزيع فوكس فيتشرز.

## القصة
تدور أحداث الفيلم في العام 391 ميلادية حيث يروي قصة عالمة الفلك والرياضيات والفيلسوفة «هيباتيا السكندرية» والتي اعتبرت «أما روحية» للعلوم الطبيعية الحديثة، ورمزا للحكمة (تقوم بالدور رايتشل وايز) وعلاقتها بشخصية متخيلة وهي «أوريستوس» الذي يصبح الحاكم الفعلي للمدينة والذي يقف بجوار هيباتيا مدافعا عنها حتى يستسلم في النهاية، وتبدو بينهما علاقة عاطفية واضحة. كذلك عبد هيباتيا «دافوس» (مينغيلا) الذي يتحول تدريجيا إلى المسيحية والذي تقوم هيباتيا بعتقه ثم ينضم إلى جماعة متطرفة، كما أن أساس موضوع الفيلم يتناول فترة القرن الرابع الميلادي ومدى التطرف الديني الذي عاشته المدينة حين أصبحت المسيحية الدين الرسمي للإمبراطورية الرومانية والذي شمل اقتحام المعابد الإغريقية والرومانية واقتحام مكتبة الإسكندرية من قبل الجماعات المتطرفة ذات الهوس الديني كما أظهرها الفيلم، حيث قامت بهدم التماثيل وتحطيم الرموز الفنية وحرق الأبحاث العلمية والوثائق والخرائط بدعو انتمائها للتراث الوثني.
كما صور الفيلم دعوات أحد الأساقفة «سيرل» بضرورة التنكيل والفتك باليهود المقيمين في الإسكندرية ونهب ممتلكاتهم وقتلهم، كذلك دعوة الأسقف لمنع عمل النساء، وضرورة عودة المرأة وبقائها في المنزل وحظر عملها بالتدريس أو الفكر وعدم الاستماع إليها، بل والتحريض على قتل هيباتيا كونها وثنية وكونها «ساحرة» ابتكرت نظريات علمية لن تعرفها البشرية إلا بعد 12 قرناً على يد يوهانس كيبلر، ولا تؤمن بالديانة الجديدة، وذلك بالرغم من كونها تدافع عن حق أي كان في الإيمان بما يشاء.
ينتهي الفيلم بالقبض على هيباتيا وتجريدها من ملابسها استعدادا لسلخ جلدها بالسكاكين في وسط الكنيسة، لكن يعترض على ذلك عبدها السابق دافوس الذي يخنقها حتى، لا تحس بعذاب الموت، أثناء قيام الرجال بجمع الحجارة لرجمها. وكما تذكر كتب التاريخ فبعد الرجم قام المسيحيون بتشويه جسدها ونثر أشلائه وجرها في المدينة والتمثيل بها وحرقها. ويخبر البقية أنها فقدت الوعي، فيرجموها بالحجارة ثم يمثلوا بجثتها ثم يحرقوها. وبعد وفاتها اختفى أوريستوس، وسقطت الأسكندرية في يد سيرل. وتظهر على الشاشة كلمات تصف ما حدث بعد ذلك، وهو أن هيباتيا كانت عالمة استثنائية واشتهرت بابحاثها في الرياضيات، وأن في القرن السابع عشر الميلادي أي بعد 1200 عامًا اكتشف العالم الألماني يوهانس كيبلر القوانين التي توصلت لها هيباتيا.

## الممثلون
- راشيل وايز في دور هيباتيا السكندرية.
- ماكس مينغيلا في دور دافوس العبد.
- أوسكار إيزاك
- أشرف برهوم
- مايكل لونسدال
- روبرت إيفانز